# Gerardo Moncada Guiza
Gerardo Moncada Guiza (Chipatá, Santander, 25 de juliol de 1962) va ser un ciclista colombià que fou professional entre 1986 i 1994, durant els que sempre va córrer amb l'equip Postobón. Encara que a només tingui un triomf en el seu palmarès, va disputar diferents cops el Tour de França i la Volta a Espanya.

## Palmarès
- 1981
  - 1r a la Volta a Colòmbia sub-23
- 1993
  - Vencedor d'una etapa de la Volta a Colòmbia

### Resultats al Tour de França
- 1986. Abandona (12a etapa)
- 1987. Desqualificat (21a etapa)
- 1990. 40è de la classificació general
- 1991. 46è de la classificació general
- 1992. 54è de la classificació general

### Resultats a la Volta a Espanya
- 1987. 27è de la classificació general
- 1988. Abandona (13a etapa)
- 1989. 18è de la classificació general
- 1990. 25è de la classificació general
- 1991. 25è de la classificació general

### Resultats al Giro d'Itàlia
- 1992. 39è de la classificació general